# This Time Around (singolo Hanson)
This Time Around è un singolo del gruppo musicale statunitense Hanson, pubblicato il 4 aprile 2000 come secondo estratto dal terzo album in studio This Time Around.

## Tracce
CD Singolo (Stati Uniti)
1. This Time Around – 4:17
2. Love Song – 4:06

CD Maxi (Europa)
1. This Time Around (Radio Edit) – 3:55
2. Lonely Again – 3:16
3. If Only (Bitten By The Black Dog) – 6:21

- Extras: This Time Around (Video) – 4:16

CD Maxi (Australia e Messico)
1. This Time Around – 4:17
2. This Time Around (Live) – 4:59
3. Interview #1 - The Single – 0:46
4. Interview #2 - Collaborations – 0:42
5. Interview #3 - The Album – 0:44

## Classifiche
| Classifica (2000) | Posizione massima |
| ----------------- | ----------------- |
| Australia         | 42                |
| Stati Uniti       | 20                |